# Ruschia vulvaria
Ruschia vulvaria är en isörtsväxtart som först beskrevs av Moritz Kurt Dinter, och fick sitt nu gällande namn av Schwant. Ruschia vulvaria ingår i släktet Ruschia och familjen isörtsväxter. Inga underarter finns listade i Catalogue of Life.